# Baltijsk

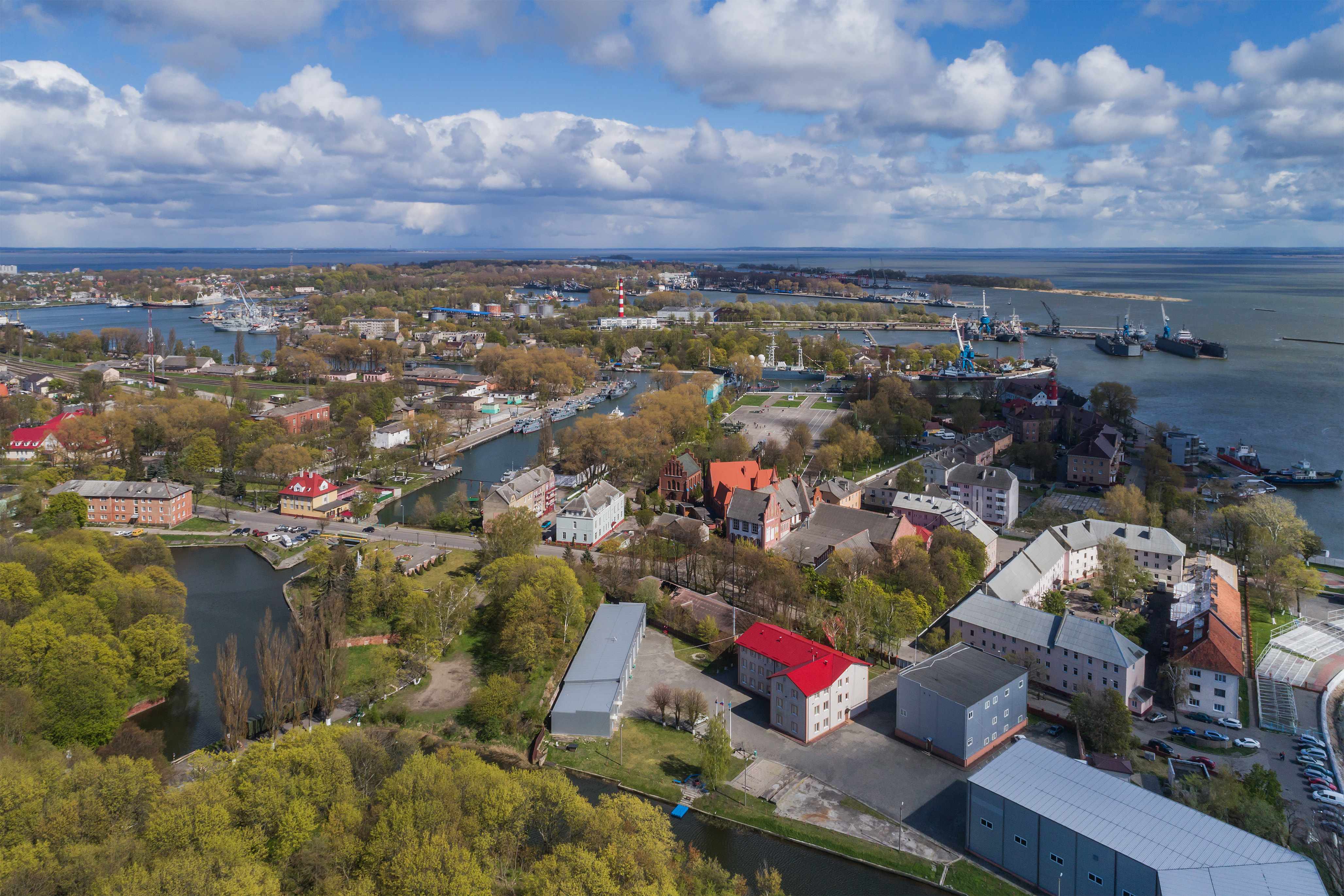
Baltijsk von heute, Luftaufnahme

Baltijsk (russisch Балтийск), deutsch Pillau (litauisch Piliava), ist eine Stadt an der Ostsee. Sie liegt in der russischen Oblast Kaliningrad, einer Russland westlich vorgelagerten Exklave, und ist der Vorhafen von Kaliningrad, dem früheren Königsberg (Preußen). Die Stadt hat 26.796 Einwohner (Stand: 1. Oktober 2021) und ist Verwaltungssitz des Stadtkreises Baltijsk.
Die Stadt gehörte bis 1945 zur deutschen Provinz Ostpreußen, lag bis 1939 im Landkreis Fischhausen und nach dessen anschließendem Aufgehen im Landkreis Samland in diesem.

## Geographische Lage
Die Stadt liegt an der Nordseite des Pillauer Tiefs, das die Frische Nehrung vom Samland trennt, auf einer Höhe von drei Metern über dem Meeresspiegel. Es ist zugleich südlichster Ort der Bernsteinküste. Über Land ist Kaliningrad etwa 60 Kilometer entfernt. Die Stadt ist heute die westlichste russisch besiedelte Stadt.

## Geschichte
Die überlieferte Chronik von Pillau reicht bis ins Jahr 1370 zurück, als die Schlacht bei Rudau stattfand. Vor der Auseinandersetzung soll der Deutsche Orden sein Heer vor Pillau versammelt haben.
Urkundlich wird 1430 erstmals eine Siedlung namens Pilen (Alt Pillau) erwähnt. Der historische Name Pillau geht auf prußisch „pile, pille, pils“ (Festung, Burg) zurück. Der Ort gewann entscheidend an Bedeutung, als schwere Stürme 1479 und 1510 die Frische Nehrung durchbrachen und eine schiffbare Rinne schufen, genannt „Das Gatt“. Dadurch konnte sich Pillau später zu einer strategisch wichtigen Hafenstadt entwickeln.

### Festung Pillau

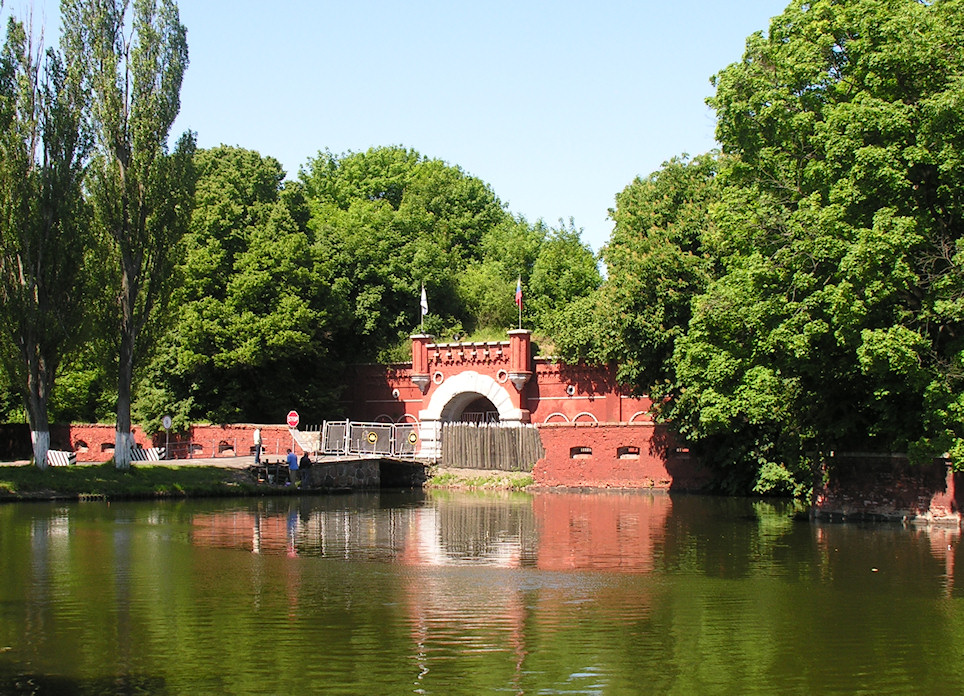
Festung Pillau

Karte der Festung Pillau um 1715

Im Zuge des Dreißigjährigen Krieges landete am 6. Juli 1626 der schwedische König Gustav Adolf mit einer Flotte von 37 Schiffen in Pillau, das anschließend von Schweden zehn Jahre lang besetzt blieb und zur Festung Pillau ausgebaut wurde. Während der Schwedenzeit vergrößerte sich der Ort, er erhielt eine erste Kirche aus Holz. In den 1650er Jahren verstärkte Kurfürst Friedrich Wilhelm von Brandenburg die Festung und legte in Pillau einen brandenburgischen Kriegshafen an. Dadurch stieg die Bevölkerung erneut, im Einzugsgebiet der Festung siedelten sich Lotsen, Händler und ehemalige Offiziere an. 1660 wurde die Holzkirche durch einen Steinbau ersetzt, der eine Orgel erhielt.
König Friedrich Wilhelm I. verlieh Pillau am 18. Januar 1725 das Stadtrecht. Im Siebenjährigen Krieg standen Stadt und Festung in den Jahren von 1758 bis 1762 unter russischer Besatzung. Von 1791 bis 1805 wurde unter der Leitung von Paul von Gonzenbach die Festung wiederhergestellt. Der Umbau kostete 645 000 Taler.
Im Vierten Koalitionskrieg belagerten französische Truppen 1807 Pillau vergeblich, so dass die Festung durch den Tilsiter Frieden für Preußen erhalten blieb. Infolge des französisch-preußischen Bündnisses gegen Russland musste die Festung im Sommer 1812 ein französisches Besatzungskontingent von 1200 Mann unter Oberst Castella de Berlens aufnehmen. Als Ostpreußen sich Anfang 1813 gegen Napoleon erhob und russische Truppen vor Pillau erschienen, gelang es dem Kommandanten des preußischen Kontingentes, die Franzosen am 8. Februar 1813 zum kampflosen Abzug zu bewegen, um die Einnahme der Festung durch die Russen zu verhindern. Im Jahr 1905 bestand die Garnison aus einem Infanteriebataillon Nr. 43 und aus einem Bataillon Fußartillerie Nr. 2.

### Pillau im Norddeutschen Bund (1867–1871)

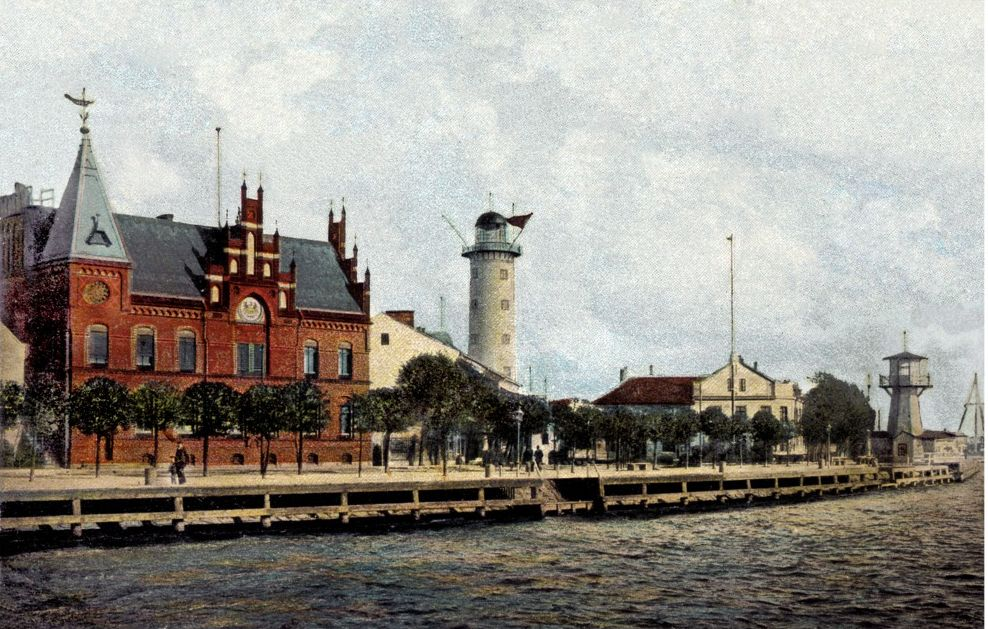
Postamt Pillau (um 1900)

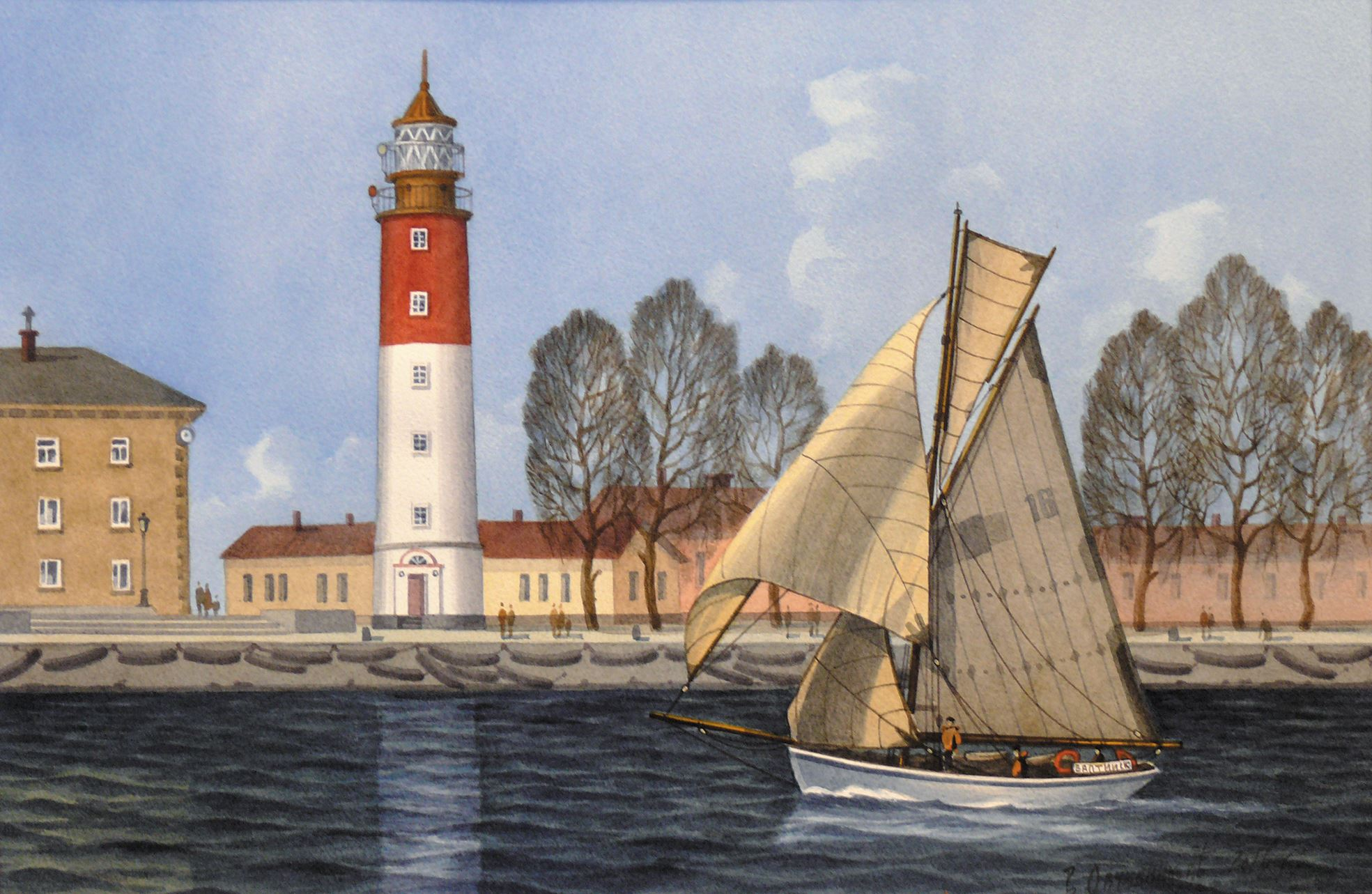
Leuchtturm Baltijsk,
Künstler Vyacheslav Ovchinnikov^{d}

Durch den Zusammenschluss im Norddeutschen Bund 1867 wurde aus der Pillauer Postexpedition mit der Reichsgründung 1871 und nachfolgender Neustrukturierung des Postbetriebs der Reichspost ab 5. Januar 1875 ein Postamt II. Klasse mit einem Postmeister. In seiner Funktion war er der Oberpostdirektion in Königsberg, mit seiner Zuständigkeit für Ostpreußen, unterstellt.

### Amtsbezirk Festung Pillau (1885–1903)
Am 2. Juli 1885 wurde aus dem Gutsbezirk Pillau, Festung, der bisher zum Amtsbezirk Alt Pillau gehörte, der neue Amtsbezirk „Festung Pillau“ gebildet. Er bestand lediglich aus diesem einen Gutsbezirk und gehörte zum Landkreis Fischhausen im Regierungsbezirk Königsberg der preußischen Provinz Ostpreußen. Seit am 30. März 1903 der Gutsbezirk Pillau, Festung, in die Stadtgemeinde Pillau eingegliedert wurde, gab es den Amtsbezirk „Festung Pillau“ nicht mehr.

### Industrialisierung

Pillau, südwestlich von Fischhausen, am Frischen Haff, westlich von Königsberg, auf einer Landkarte von 1910

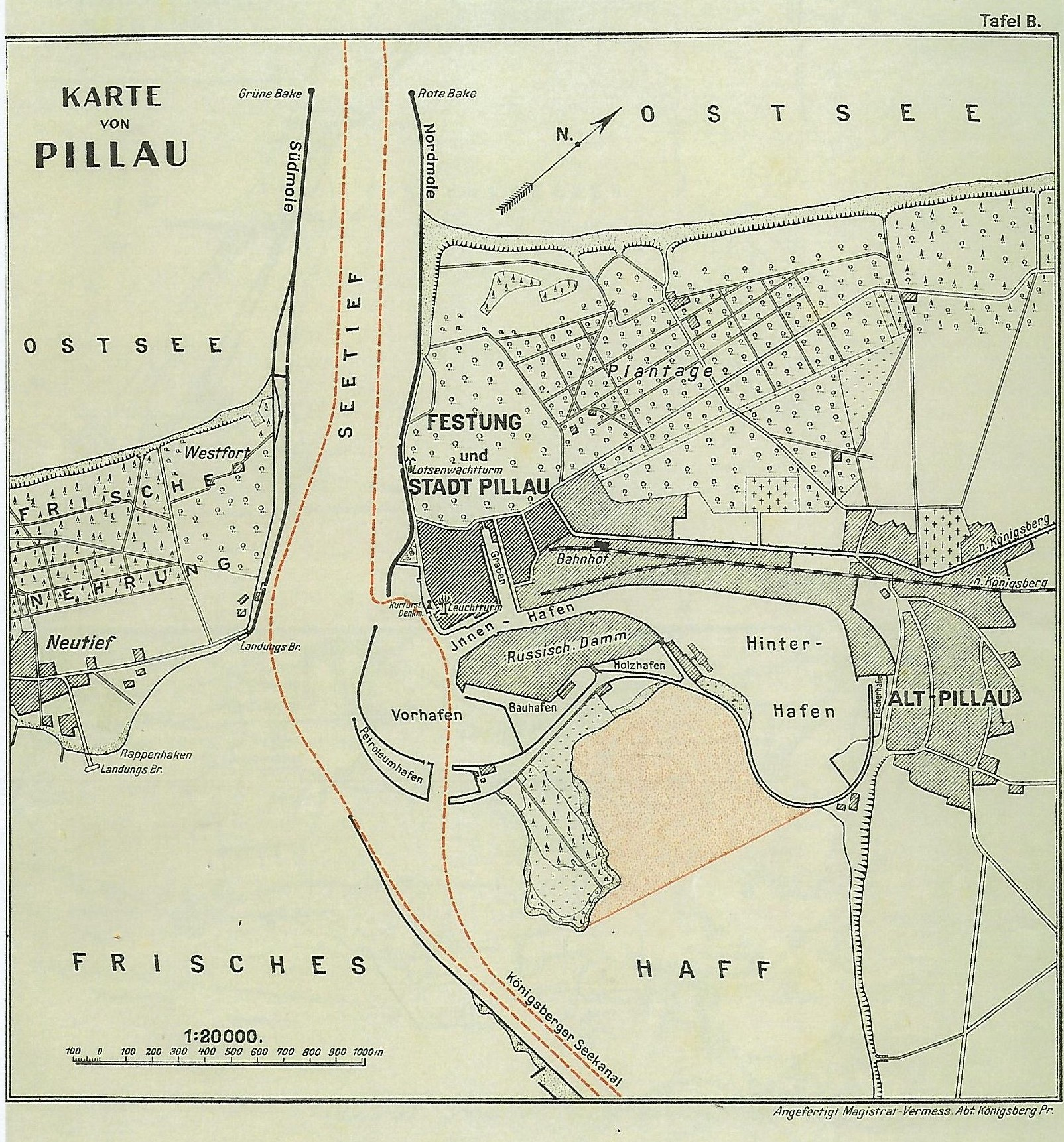
Hafen Pillau (1927)

Ab Mitte des 19. Jahrhunderts brachte die Industrialisierung neuen Aufschwung für die Stadt. Die in Pillau niedergelassenen Reeder verfügten 1848 über acht Handelsschiffe. Eine Eisenbahnstrecke verband die Stadt ab 1865 mit Königsberg, der Hafen wurde zwischen 1876 und 1889 erheblich erweitert.  Bis 1945 bestand ein Bahnbetriebswerk der Deutschen Reichsbahn in Pillau. Durch den Bau einer großen Kaserne wurde der Marinestandort weiter aufgewertet. Zu Beginn des 20. Jahrhunderts wurde bei Pillau der Königsberger Seekanal durch das Haff fertiggestellt, der auch im Winter offengehalten werden konnte. Dadurch blieben fortan die Häfen Königsberg, Elbing und Braunsberg das ganze Jahr in Betrieb. Nach der Eingemeindung Alt-Pillaus und der Festung Pillau in die Stadt im Jahr 1902 wuchs die Bevölkerungszahl auf über 7000 an. Am Anfang des 20. Jahrhunderts hatte Pillau drei evangelische Kirchen, eine Realschule, eine Navigationsschule und das Amtsgericht Pillau. 1937 kamen weitere Gemeinden hinzu, so dass Pillau zu Beginn des Zweiten Weltkrieges 12.000 Einwohner hatte.

### Zweiter Weltkrieg

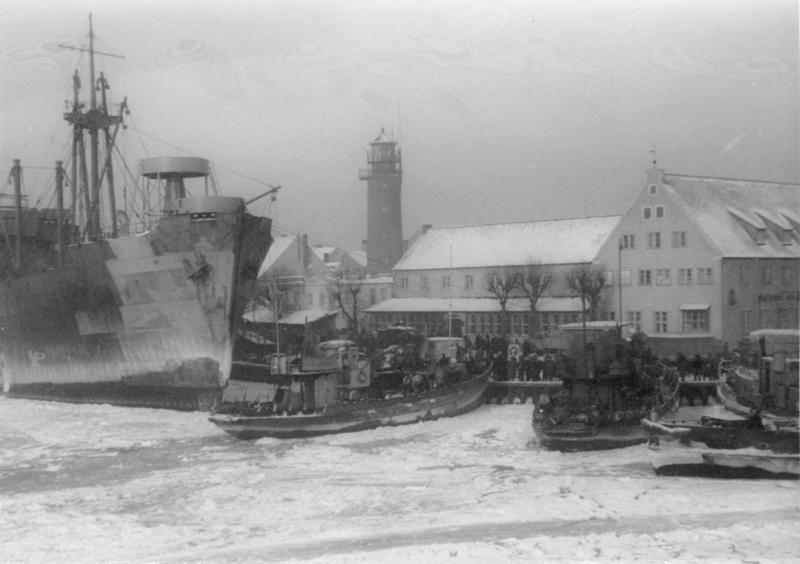
Flüchtlinge im Hafen (Januar 1945)

Im Zweiten Weltkrieg sollte der Marinestandort Pillau große Bedeutung erlangen. Schon 1933 war Pillau im Zuge der Aufrüstung nach der Machtübernahme der Nationalsozialisten Heimathafen einer Minensuchflottille geworden. Neue Hafenbecken wurden als Liegeplätze für Kreuzer gebaut. 1939 kam ein Seefliegerhorst hinzu und ein Jahr später wurde die 1. Unterseebootslehrdivision dort stationiert. Zum Ende des Krieges wurden über Pillau die ersten Flüchtlingstransporte abgewickelt. Am 5. Februar 1945 richtete ein erster sowjetischer Fliegerangriff große Schäden an. Insgesamt verließen von Ende Januar 1945 bis 18. April mehr als 450.000 Flüchtlinge mit Schiffen den Hafen von Pillau. Sehr viele Flüchtlinge starben im Zeitraum Januar bis März 1945 in Pillau. Mit einsetzenden Häuserkämpfen in der Stadt am 24. April wurden die Hafenanlagen gesprengt. Tote des Zweiten Weltkriegs sind in der Deutschen Kriegsgräberstätte Baltijsk beigesetzt.

### Denkmal des Großen Kurfürsten

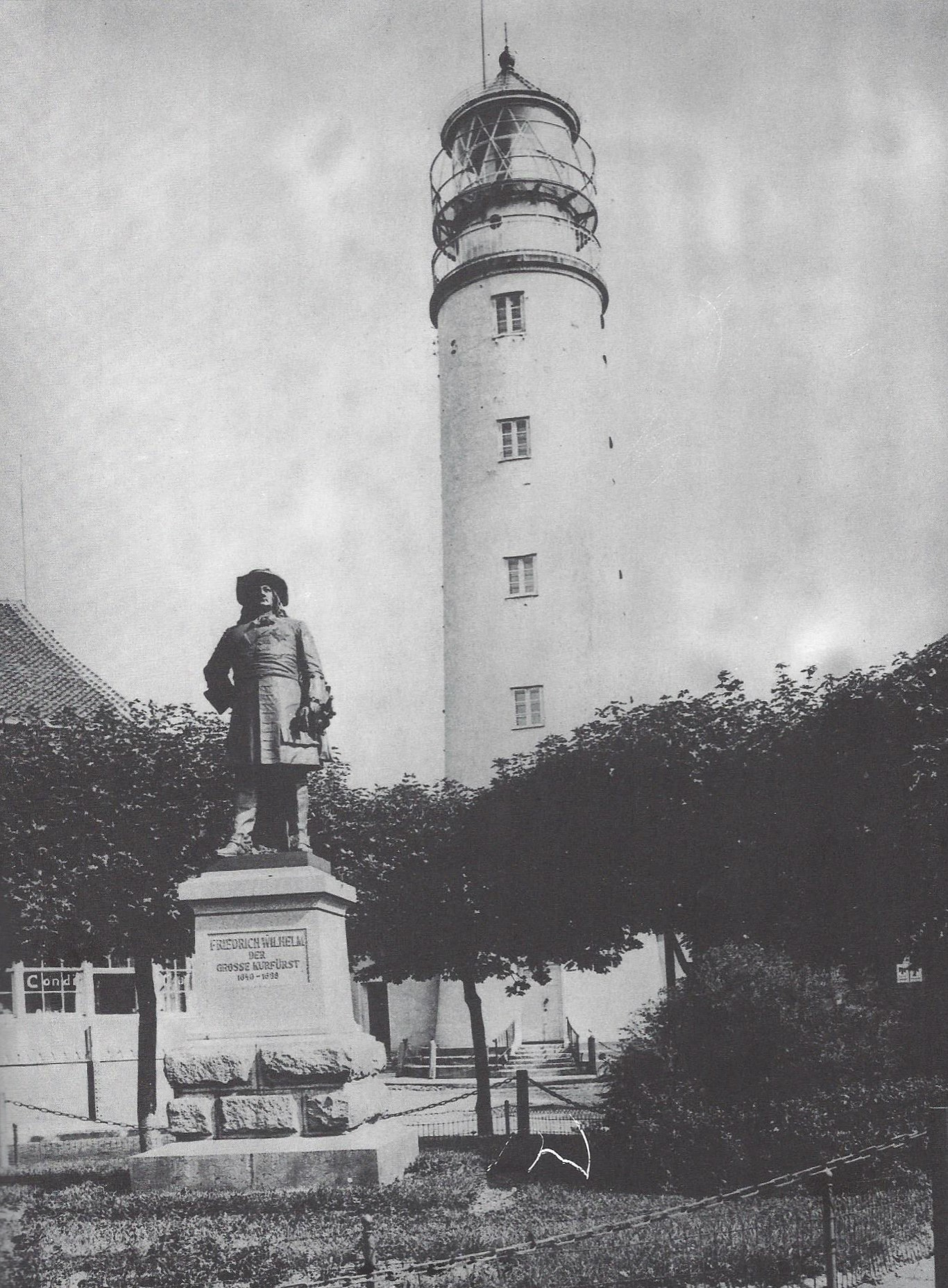
Denkmal des Großen Kurfürsten

Vor dem Leuchtturm Pillau wurde 1913 das Denkmal für Kurfürst Friedrich Wilhelm eingeweiht.

### Seit 1945
Am 25. April 1945 eroberte die Rote Armee Pillau als letzte ostpreußische Stadt. Anschließend wurde die Stadt zusammen mit der gesamten nördlichen Hälfte Ostpreußens von der Sowjetunion besatzungsrechtlich in eigene Verwaltung genommen. Durch das Potsdamer Abkommen im August 1945 wurde diese Maßnahme nicht verändert. Pillau wurde am 27. November 1946 in Baltijsk umbenannt (Bedeutung etwa Baltische Stadt bzw. Ostseestadt) und wurde der Hauptstützpunkt der Baltischen Flotte. Die Einwohnerzahl der Stadt wurde 1944 bis 1947 durch Flucht und Vertreibung der deutschen Bevölkerung nahezu auf Null reduziert. Sie stieg anschließend durch den Zuzug von Neubürgern aus Zentralrussland, der Gegend des heutigen Föderationskreises Wolga und Belarus langsam wieder an. Baltijsk war bis zum Zerfall der Sowjetunion ein innerhalb des gesperrten Kaliningrader Gebietes besonders abgeschottetes militärisches Sperrgebiet.
Dies lockerte sich nach der Öffnung der Oblast allmählich. In dieser Zeit wurden in Baltijsk eine russisch-orthodoxe Kirche eröffnet und jeweils ein markantes Denkmal des Zaren Peter I., genannt „der Große“, und der Zarin Elisabeth errichtet. Auch heute ist das Stadtgebiet von Baltijsk nicht uneingeschränkt zugänglich.
Seit 1994 war Baltijsk Verwaltungssitz des Stadtkreises Baltijsk. Von 2008 bis 2018 war die Stadt Sitz einer städtischen Gemeinde, zu der auch die Orte Beregowoje und Lunino gehörten, im Rajon Baltijsk und ist seither wieder Sitz des Stadtkreises Baltijsk.

### Demographie
| Jahr | Einwohner | Anmerkungen |
| ---- | --------- | --- |
| 1768 | 01123     | [ 15 ] |
| 1782 | ≈1300     | in 114 Haushaltungen |
| 1810 | 02315     | in 46 öffentlichen Gebäuden und 178 Privatwohnhäusern; 65 Katholiken |
| 1813 | 02393     | [ 15 ] |
| 1816 | 02521     | ohne Vorstadt und Schlossfreiheit (62 Einwohner) und ohne die Festung (146 Personen); nach anderen Angaben 2492 Einwohner in 57 öffentlichen Gebäuden und 183 Privatwohnhäusern                                                                           |
| 1819 | 03562     | [ 15 ] |
| 1822 | 02767     | Stadt, mit 61 öffentlichen Gebäuden und 185 Privatwohnhäusern |
| 1828 | 03674     | mit der Festung; in 24 öffentlichen Gebäuden und 229 Privatwohnhäusern; die Stadt hat eine evangelische Kirche mit drei Predigern, zwei Bürgerschulen, eine Buchdruckerei, eine Apotheke, einen Wundarzt und vier Hebammen                                |
| 1831 | 03929     | ohne die Garnison (drei Kompanien), in 25 öffentlichen Gebäuden und 228 Privatwohnhäusern; 89 Katholiken und zehn Juden, sonst nur evangelische Bewohner                                                                                                  |
| 1852 | 03491     | Stadt, mit einer Mittelschule |
| 1867 | 3185      | am 3. Dezember |
| 1871 | 2923      | am 1. Dezember, Stadt, davon 2871 Evangelische, 51 Katholiken und eine jüdische Person |
| 1875 | 03196     | [ 21 ] |
| 1880 | 03225     | [ 21 ] |
| 1890 | 03303     | davon 53 Katholiken und zwölf Juden |
| 1905 | 07374     | Stadt, mit drei evangelischen Kirchen, einer Realschule, einer Navigationsschule, einem Amtsgericht, einem Hauptzollamt und einer Garnison (ein Infanteriebataillon Nr. 43 und ein Bataillon Fußartillerie Nr. 2); von den Einwohnern sind 233 Katholiken |
| 1910 | 07079     | Stadt, am 1. Dezember, auf einer Fläche von 900 ha, Festung und Seebad, mit drei evangelischen Kirchen, einer katholischen Kirche, einer Realschule, einer Höheren Töchterschule, einer Navigationsschule und einer Präparandenanstalt                    |
| 1933 | 07577     | [ 21 ] |
| 1939 | 10.980    | [ 21 ] |

| Jahr             | 1959   | 1970   | 1979   | 1989   | 2002   | 2010   | 2021   |
| Anzahl Einwohner | 17.378 | 20.300 | 23.568 | 27.070 | 33.252 | 32.697 | 26.796 |

Anmerkung: Volkszählungsdaten

## Kirchen

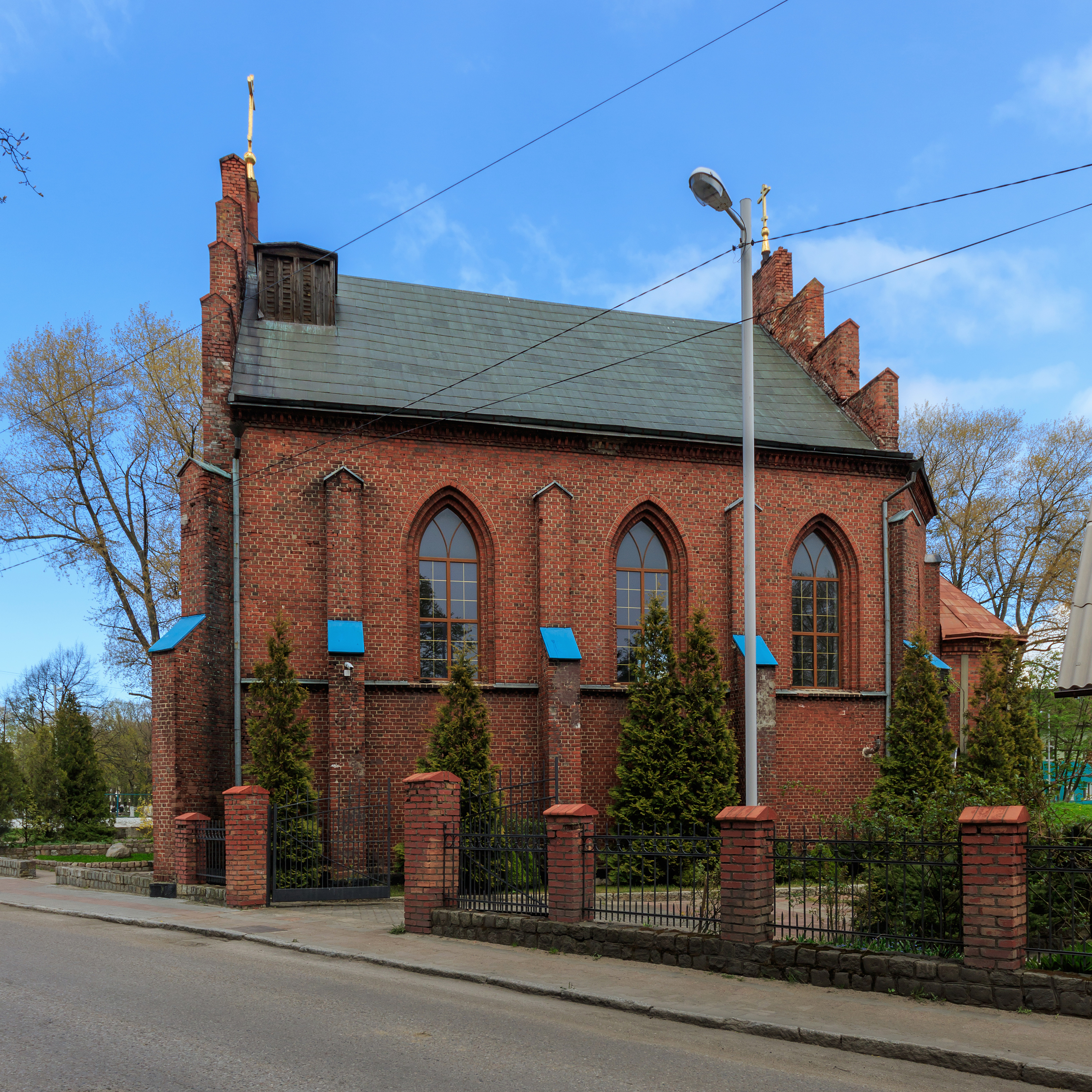
Ehemalige reformierte Kirche, heute russisch-orthodoxe St.-Georgs-Kathedrale

### Geschichte bis 1945
Über eine mögliche Kapelle oder Kirche im 15. und 16. Jahrhundert gibt es keine Informationen. Von 1598 ist die Gründung einer evangelischen Kirche in Alt-Pillau überliefert.
In Pillau (Pillau I) gab es außerdem eine kleine Holzkirche, die von den Schweden gebaut wurde. Diese wurde 1660 und 1717/1720 als Garnisonkirche unter brandenburgisch-preußischer Herrschaft neu errichtet. 1866 erhielt die reformierte Gemeinde in Pillau eine eigene Kirche, 1910 auch die katholische Gemeinde. Es gab außerdem eine Baptistenkapelle. Alle Kirchengebäude außer der katholischen hatten keinen Kirchturm, um die Orientierung der Seefahrt zum Leuchtturm nicht zu stören.
Strukturen
Vor 1945 gab es in Pillau zwei evangelische Pfarreien: die der Kirche Alt Pillau (Pillau II) und die der Garnisons- und Stadtkirche Pillau (Pillau I). Beide gehörten zum Kirchenkreis Fischhausen in der Kirchenprovinz Ostpreußen der Kirche der Altpreußischen Union.
Die Reformierte Kirche gehörte zur Inspektion Königsberg.
Es gab folgende Kirchen
- Kirche Alt Pillau 1598 erster Bau, 1674/1776 neuer Fachwerkbau, 1945 erheblich beschädigt und dann abgerissen

- Garnison- und Stadtkirche in Pillau I. Im Jahr 1660 errichtete Kurfürst Friedrich Wilhelm eine Kirche, die 1717 bis 1720 durch eine turmlose kreuzförmige Anlage in gotischem Stil ersetzt wurde. Im Jahr 1768 wurde sie erneuert. Die Kirche stand auf dem Gelände der Festung. Sie wurde im Zweiten Weltkrieg beschädigt, ihre Grundmauern standen noch in den 1960er Jahren, bis sie abgebrochen wurden.

- Reformierte Kirche. Eine reformierte Gemeinde bestand in Pillau seit 1685. Für ihre Gottesdienste musste sie die Garnisons- und Stadtkirche mitbenutzen, erst 1866 erhielt sie ein eigenes Backsteinbau ohne Turm zwischen der Festung und dem Paradeplatz. Die Kirche wurde im Krieg beschädigt, aber repariert und als Militärladen bzw. Kino fremdgenutzt. Sie wurde 1992 an die Russisch-Orthodoxe Kirche übereignet.

- Baptistenkapelle. In Pillau gab es außerdem eine Kapelle der Gemeinde der Baptisten. Aus ihr ist der spätere Direktor des Bundes Evangelisch-Freikirchlicher Gemeinden, Pastor Eckhard Schaefer, hervorgegangen.

- Katholische Kirche Maria Meeresstern. 1910 wurde für die katholische Gemeinde in Pillau eine eigene Kirche gebaut. Die Entwürfe schuf der Architekt Friedrich Heitmann aus Königsberg. Die Kirche hatte als einzige in der Stadt einen Turm, da sie etwas abseits bei Alt-Pillau lag und so die Orientierung der Seefahrt nicht gefährden konnte. Sie wurde 1945 beschädigt und danach abgetragen.[25]

### Nach 1990
1991 erhielt die Russisch-Orthodoxe Kirche das einzige erhaltene Gebäude der reformierten Gemeinde zur Nutzung. Von der ursprünglichen Ausstattung vor 1945 war dabei nichts erhalten geblieben. 2001 wurden Reliquien des heiliggesprochenen Admirals Fjodor Uschakow in die Kirche gebracht. Sie ist heute die St. Georgs-Kathedrale der Baltischen Flotte in der Diözese Kaliningrad und Baltijsk.
Hier lebende evangelische Kirchenglieder gehören jetzt zu der Gemeinde in Swetly (Zimmerbude), einer Filialgemeinde der evangelisch-lutherischen Auferstehungskirche in Kaliningrad (Königsberg) in der Propstei Kaliningrad der Evangelisch-lutherischen Kirche Europäisches Russland.
Ein katholisches Zentrum gibt es in einem historischen Backsteingebäude.

## Verkehr

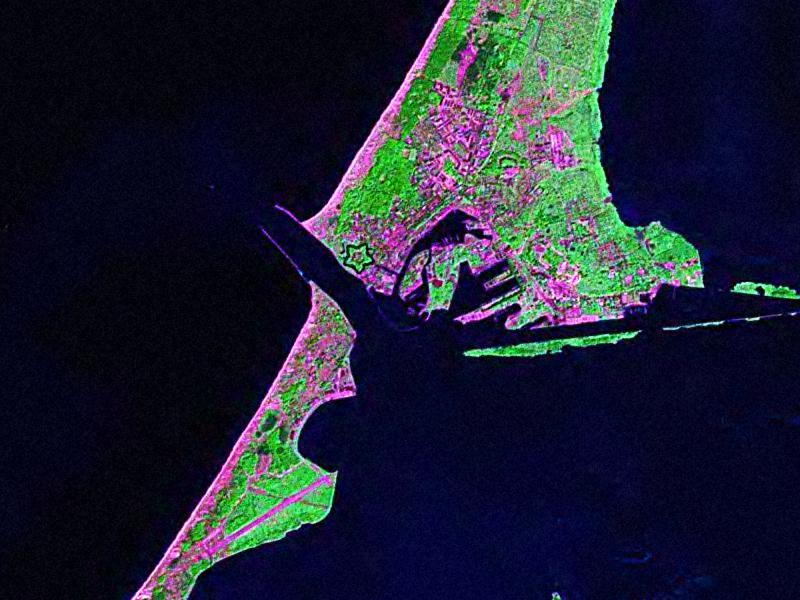
Satellitenaufnahme (2000)

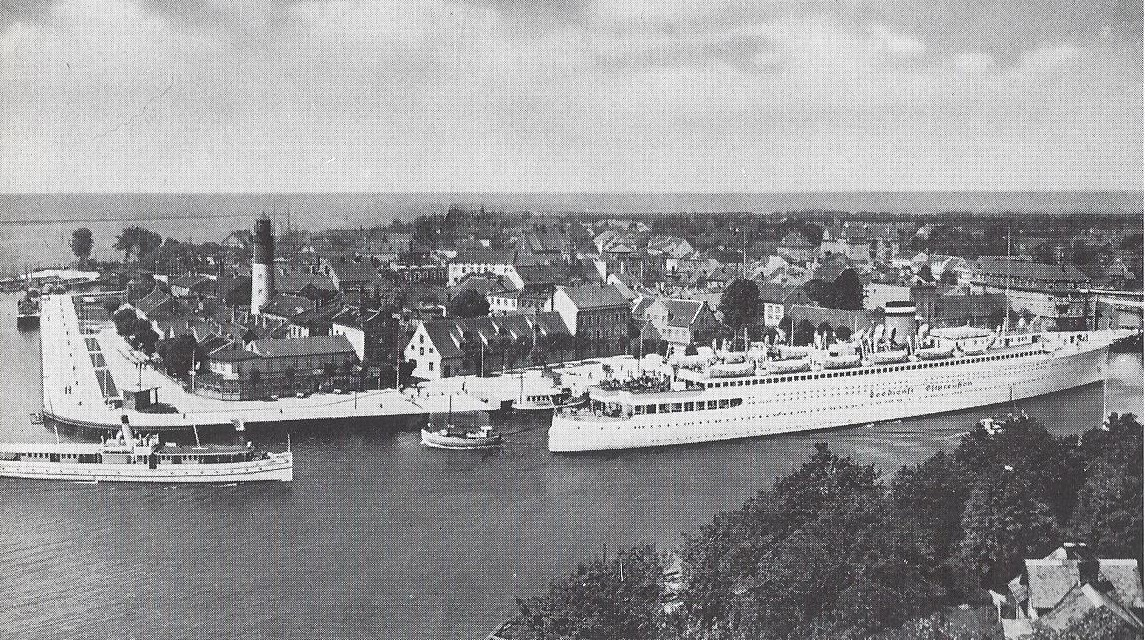
Pillau

### Straße
Baltijsk ist über die russische Fernstraße A 193 (ehemalige deutsche Reichsstraße 131) von Kaliningrad (Königsberg) aus über Wsmorje (Großheidekrug, bis 1939 Groß Heydekrug) und Primorsk (Fischhausen) zu erreichen. Über Primorsk besteht demnächst auch Anbindung an den Primorskoje Kolzo (Küstenautobahnring).

### Eisenbahn
Ins Hinterland besteht – neben der Straßenverbindung – auch eine Eisenbahnverbindung auf einem Teilstück der früheren Ostpreußischen Südbahn mit Kaliningrad; eine Fahrt via Swetlogorsk ist nach Stilllegung des Abschnitts Swetlogorsk – Primorsk seit 2006 nicht mehr möglich.

### Schiff
Zwischen den beiden Weltkriegen verband die Schiffslinie Seedienst Ostpreußen das pommersche Swinemünde mit Pillau als Alternative zur Umgehung des Polnischen Korridors. Nach 1920 war Pillau der einzige deutsche Seehafen östlich der Weichsel.
Zwischen Juni 2007 und Dezember 2009 bestand eine Direktverbindung mit dem deutschen Fährhafen Sassnitz für den Eisenbahnverkehr.
Bei Baltijsk wurde das für die Oblast Kaliningrad wichtige Fährterminal Baltijsk gebaut, von dem aus eine für die Exklave sehr wichtige (weil visumfreie) Verbindung mit dem russischen Kernland bestehen soll. Die Autofähren nach Ust-Luga bei Sankt Petersburg sind eisfest und benötigen für eine Richtung 48 Stunden. Der Einsatz von Schnellfähren, die nur noch 15 Stunden brauchen werden, ist geplant.
Anfang 2020 wurde mit dem Containerschiff SVS Vega als Teil der Neuen Seidenstraße der Frachtfährverkehr zwischen Baltijsk und dem Mukran Port unter dem Namen Baltic Sea Bridge eingerichtet.

## Wappen
Blasonierung: „In Rot ein auf blauem Wasser schwimmender, mit einer goldenen Königskrone gekrönter, silberner Stör.“
König Friedrich Wilhelm I. von Preußen erhob den Ort im Jahr 1725 zur Stadt und erteilte ihm obiges Wappen. Das älteste bekannte Siegel zeigt das Bild im Felde mit der Umschrift SIEGEL DER KOENIGL. PR. STADT PILLAV 1725. Im 19. Jahrhundert wurde die Bezeichnung in königliche Seestadt Pillau umgeändert.

## Pillauer Lied

Pillauer Lied

1925 schrieb Hans Parlow das Pillauer Lied, ein Gedicht auf seine Heimatstadt, dass von Arne Kühn, dem Stabsmusikmeister der Seestreitkräfte der Ostsee, V. Marine-Artillerie-Abteilung (V. M.-A.-A.) vertont wurde. Das Pillauer Lied wurde auf den sonntägigen Promenadenkonzerten gespielt und gilt unter den Vertriebenen und deren Hinterbliebenen als Hymne der Seestadt Pillau.

## Ortsteile

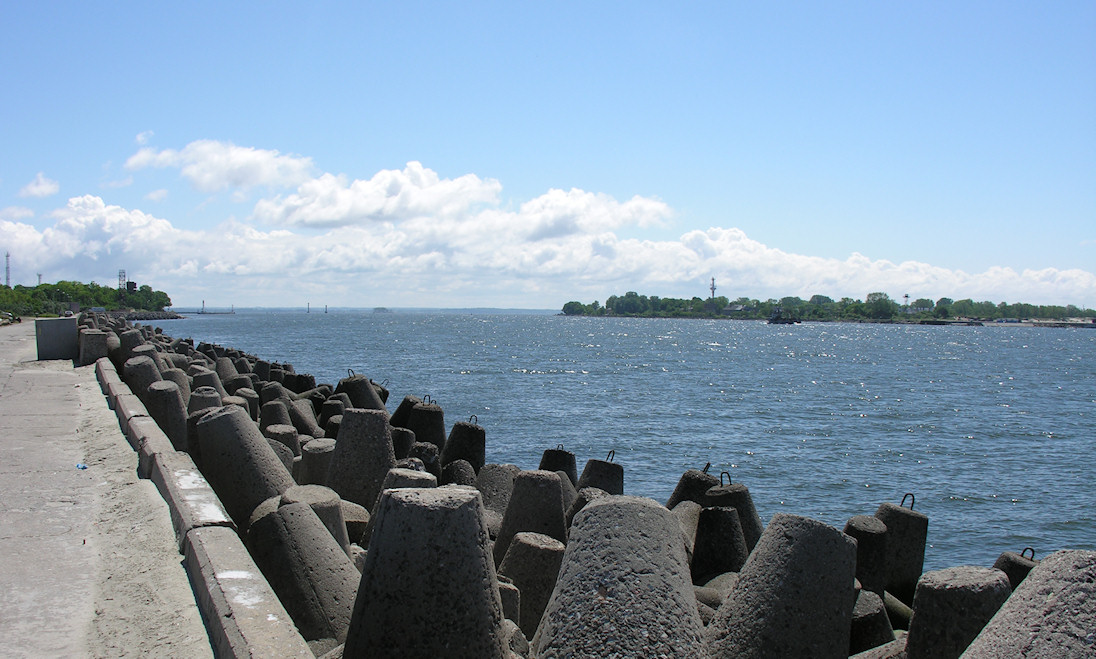
Pillauer Tief

Neben der eigentlichen Stadt gehören zu Baltijsk folgende drei Ortsteile:
| Ortsname                 | deutscher Name | Zeitpunkt der Eingliederung |
| ------------------------ | -------------- | --------------------------- |
| Kossa (Коса)             | Neutief        | 1938                        |
| Metschnikowo (Мечниково) | Neuhäuser      | nach 1945                   |
| Pawlowo (Павлово)        | Lochstädt      | nach 1945                   |

## Söhne und Töchter der Stadt
- Paul von Natalis (1720–1789), preußischer Generalmajor
- Karl Claussen (1811–1896), Philologe, MdHdA
- Hans Kuhn (1824–1891), Konteradmiral der Marine des Norddeutschen Bundes
- Karl Heinrich Barth (1847–1922), Klavierpädagoge und Pianist
- Hans Parlow (1856–1928), Schriftsteller und Dichter
- Otto Dempwolff (1871–1938), Sprachwissenschaftler und Ethnologe
- Curt Reicke (1883–1969), Anglist, Gymnasiallehrer und Turner in Königsberg
- Ernst Mann (1886–1945), Jurist in der Finanzverwaltung
- Herbert Hoffmann (1896–1975), Verleger und Politiker
- Günther Großmann (1927–2017), Erziehungswissenschaftler
- Eckhard Schaefer (1936–2023), Baptistenpastor, Direktor des Bundes Evangelisch-Freikirchlicher Gemeinden
- Renate Garisch-Culmberger (1939–2023), Leichtathletin und Olympiateilnehmerin
- Urte Blankenstein (1943–2025), Schauspielerin (Frau Puppendoktor Pille)
- Manfred Schaefer (1943–2023), Fußballspieler und -trainer in Australien